# The Strypes
The Strypes là một ban nhạc rock bốn thành viên từ Cavan, Ireland, được thành lập vào năm 2011 bao gồm Ross Farrelly (hát chính/harmonica), Josh McClorey (lead guitar/hát phụ), Pete O'Hanlon (bass guitar/harmonica) và Evan Walsh (trống). Họ lấy cảm hứng từ sự bùng nổ nhạc blues những năm 1960 và các ban nhạc pub rock của những năm 1970 như Dr. Feelgood, Eddie and the Hot Rods, The Rolling Stones, The Yardbirds, Lew Lewis và Rockpile cũng như các nghệ sĩ blues và rock 'n' roll như Chuck Berry, Bo Diddley, Howlin' Wolf và Little Walter,....

## Ảnh hưởng
The Strypes phát biểu bị ảnh hưởng bởi các nghệ sĩ như Dr Feelgood, Chuck Berry, The Rolling Stones, Bo Diddley, The Yardbirds, The Jam, Willie Dixon, Little Richard, Elvis Costello, The Ramones, The Undertones, Rockpile, Dave Edmunds, Lew Lewis, The Animals, Nine Below Zero, Jimmy Reed, Little Walter, Them, The Pirates, Elmore James, Muddy Waters, Sonny Boy Williamson II, John Mayall & The Bluesbreakers, Slim Harpo, Robert Johnson, Billy Boy Arnold, Lead Belly, John Lee Hooker và Jerry Lee Lewis. Josh McClorey phát biểu rằng What A Shame bị ảnh hưởng bởi Arctic Monkeys.

## Đĩa nhạc

### Album phòng thu
| Tiêu đề          | Chi tiết album | Vị trí cao nhất trên bảng xếp hạng | Vị trí cao nhất trên bảng xếp hạng | Vị trí cao nhất trên bảng xếp hạng | Vị trí cao nhất trên bảng xếp hạng |
| Tiêu đề          | Chi tiết album | Ireland                            | Pháp                               | Hà Lan                             | Anh                                |
| ---------------- | --- | ---------------------------------- | ---------------------------------- | ---------------------------------- | ---------------------------------- |
| Snapshot         | - Phát hành: 9 tháng 9 năm 2013 (Anh), 18 tháng 3 năm 2014 (Bắc Mỹ) - Hãng thu âm: Virgin EMI Records - Định dạng: CD, tải kỹ thuật số, vinyl | 2                                  | 75                                 | 45                                 | 5                                  |
| Little Victories | - Phát hành: 21 tháng 8 năm 2015 (UK) - Hãng thu âm: Virgin EMI Records - Định dạng: CD, tải kỹ thuật số, vinyl                               | 1                                  | —                                  | 57                                 | 17                                 |

### EP
| Năm  | Tiêu đề             | Vị trí cao nhất    |
| Năm  | Tiêu đề             | iTunes Blues Chart |
| ---- | ------------------- | ------------------ |
| 2012 | Young Gifted & Blue | 1                  |
| 2013 | Blue Collar Jane EP | —                  |
| 2014 | 4 Track Mind EP     | —                  |

### Đĩa đơn
| Năm  | Tiêu đề                               | Mặt B                                              | Vị trí cao nhất trên bảng xếp hạng | Album                |
| Năm  | Tiêu đề                               | Mặt B                                              | Anh                                | Album                |
| ---- | ------------------------------------- | -------------------------------------------------- | ---------------------------------- | -------------------- |
| 2013 | "Blue Collar Jane"                    | "What the People Don't See", "I Wish You Would"    | 125                                | Snapshot             |
| 2013 | "Hometown Girls"                      | "C. C. Rider (live)", "Stormy Monday Blues (live)" | 140                                | Snapshot             |
| 2013 | "What a Shame"                        | "Beautiful Delilah", "I Can Tell (live)"           | —                                  | Snapshot             |
| 2013 | "Come Together"                       | —                                                  | —                                  | Đĩa đơn không album  |
| 2013 | "Mystery Man"                         | —                                                  | —                                  | Đĩa đơn chỉ tại Nhật |
| 2013 | "You Can't Judge a Book by the Cover" | "You Keep Me Waiting", "Saved Me (From Myself)"    | —                                  | Snapshot             |